# Saint-Martial, Charente
Saint-Martial är en kommun i departementet Charente i regionen Nouvelle-Aquitaine i västra Frankrike. Kommunen ligger  i kantonen Montmoreau-Saint-Cybard som ligger i arrondissementet Angoulême. År 2022 hade Saint-Martial 121 invånare.

## Befolkningsutveckling
Antalet invånare i kommunen Saint-Martial
Referens:INSEE